# 金元均名称音楽総合大学
金元均名称平壌音楽大学（김원균명칭 평양음악대학、キム・ウォンギュンめいしょうピョンヤンおんがくだいがく）とは、朝鮮民主主義人民共和国（以下、北朝鮮と記す）の平壌市にある音楽大学である。

## 概要
1972年7月、平壌舞踊大学と平壌芸術大学とが合併する形で、平壌市の大同江区域に「平壌音楽舞踊大学」として設立された。
この音楽大学は、主体思想に根ざした音楽や舞踊に対して与えられる賞をいくつか授与されている。
学生によるフル・オーケストラがあり、5,500平方メートルの音楽ホールがある。
大学の教育システムは、4年の学部と、2年半の博士課程で構成されており、他に、2年間の幼稚園コース、4年間の初級コース、若い音楽家のための3年間の準備コースがおかれている。
卒業生の60%以上が、万寿台芸術団、普天堡電子楽団の奏者となっている。他に、朝鮮民主主義人民共和国国立交響楽団、尹伊桑管弦楽団へも卒業生が入団している。

## 歴史
- 1946年9月1日、平壌音楽学校が設立される[1]。
- 1949年3月1日、国立音楽学校設置に関する閣議決定に伴い、平壌音楽学校は組織改変され、国立音楽学校が創設された[1]。
- 1952年、平壌音楽大学に改称、
- 1972年に平壌芸術大学と合併し、平壌音楽舞踊大学となった[1]。
- 2004年、舞踊学部を「舞踊学院」として分離し、新たに「平壌音楽大学」を設立する決定が下され、新校舎が着工された[1]。
- 2006年3月に新校舎が竣工し、同時に、金正日の指示により、北朝鮮の代表的作曲家であり『愛国歌』『金日成将軍の歌』などの作曲者である金元均の名を冠した「金元均名称平壌音楽大学」に名称を変更した[1]。
- 2015年、金元均名称平壌音楽大学を母体とし、平壌音楽学院と金星学院（中国語版）芸術班を配属させ、新たに「金元均名称音楽綜合(総合)大学」を組織。それに伴い、平壌音楽学院を「金元均名称音楽綜合大学 平壌第1音楽学院」と改称、金星学院芸術班を「金元均名称音楽綜合大学 平壌第2音楽学院」と改称。
- 2018年9月18日、第5回南北首脳会談のため訪朝した、文在寅大韓民国大統領夫人の金正淑が、金正恩朝鮮労働党委員長夫人の李雪主と共に金元均名称音楽総合大学を視察した[2]。
- 2019年秋頃、大学名を元の名称、「金元均名称平壌音楽大学」に戻す。

## 専攻
- 朝鮮伝統器楽
- 近代器楽（いわゆる西洋の器楽）
- 声楽
- 舞踊
- 作曲
- 指揮

## 著名な卒業生
- 金炳華 - 朝鮮民主主義人民共和国国立交響楽団首席指揮者。
- キム・チョルウォン
- キム・イルジン - 尹伊桑管弦楽団を設立した指揮者。
- キム・ホユン - 朝鮮国立交響楽団准首席指揮者を務めた。尹伊桑管弦楽団の指揮者を経て、現在万寿台芸術団三池淵楽団指揮者。
- キム・オク - 金正日の個人秘書。
- 趙貞林 - 北朝鮮初の女性指揮者。現在は万寿台芸術団指揮者。また、群馬交響楽団に客演経験あり。

## コンクールでの活躍
2006年5月に、イタリア、聖チェチーリア音楽院に留学中のファン・ウンミが、第15回ジュゼッペ・ディ・ステファノ国際声楽コンクールで最優秀賞を受賞した。また、2012年5月には、ポーランドで行なわれた第20回ショパン青少年国際ピアノコンクールで、平壌音大1年のパク・ミヨンが第2位に入賞した。